# Magnolia rabaniana
Espèce
Statut de conservation UICN

 DD  : Données insuffisantes
Magnolia rabaniana est une espèce de plantes à fleurs de la famille des Magnoliaceae. C'est un arbre trouvé en Asie.

## Description
C'est un arbre.

## Répartition et habitat
L'espèce est trouvée du Sikkim à la Birmanie, en passant pas l'est de l'Himalaya.
Elle pousse en milieu subtropical.